# Vida sustentável
A vida sustentável descreve um estilo de vida que tenta reduzir o uso dos recursos naturais da Terra por um indivíduo ou sociedade. Os seus praticantes muitas vezes tentam reduzir a sua pegada ecológica (incluindo a sua pegada de carbono) alterando o design das suas casas e métodos de transporte, consumo de energia e dieta alimentar. Os seus proponentes pretendem conduzir as suas vidas de uma forma consistente com a sustentabilidade, naturalmente equilibrada e que respeite a relação simbiótica da humanidade com a ecologia natural da Terra. A prática e a filosofia geral da vida ecológica seguem de perto os princípios gerais do desenvolvimento sustentável.
Uma abordagem à vida sustentável, exemplificada pelas cidades de pequena escala em transição urbana e pelas ecoaldeias rurais, procura criar comunidades autossuficientes baseadas em princípios de vida simples, que maximizam a autossuficiência, particularmente na produção de alimentos. Estes princípios, numa escala mais ampla, sustentam o conceito de uma economia biorregional.

## Definição

Os três pilares da sustentabilidade.

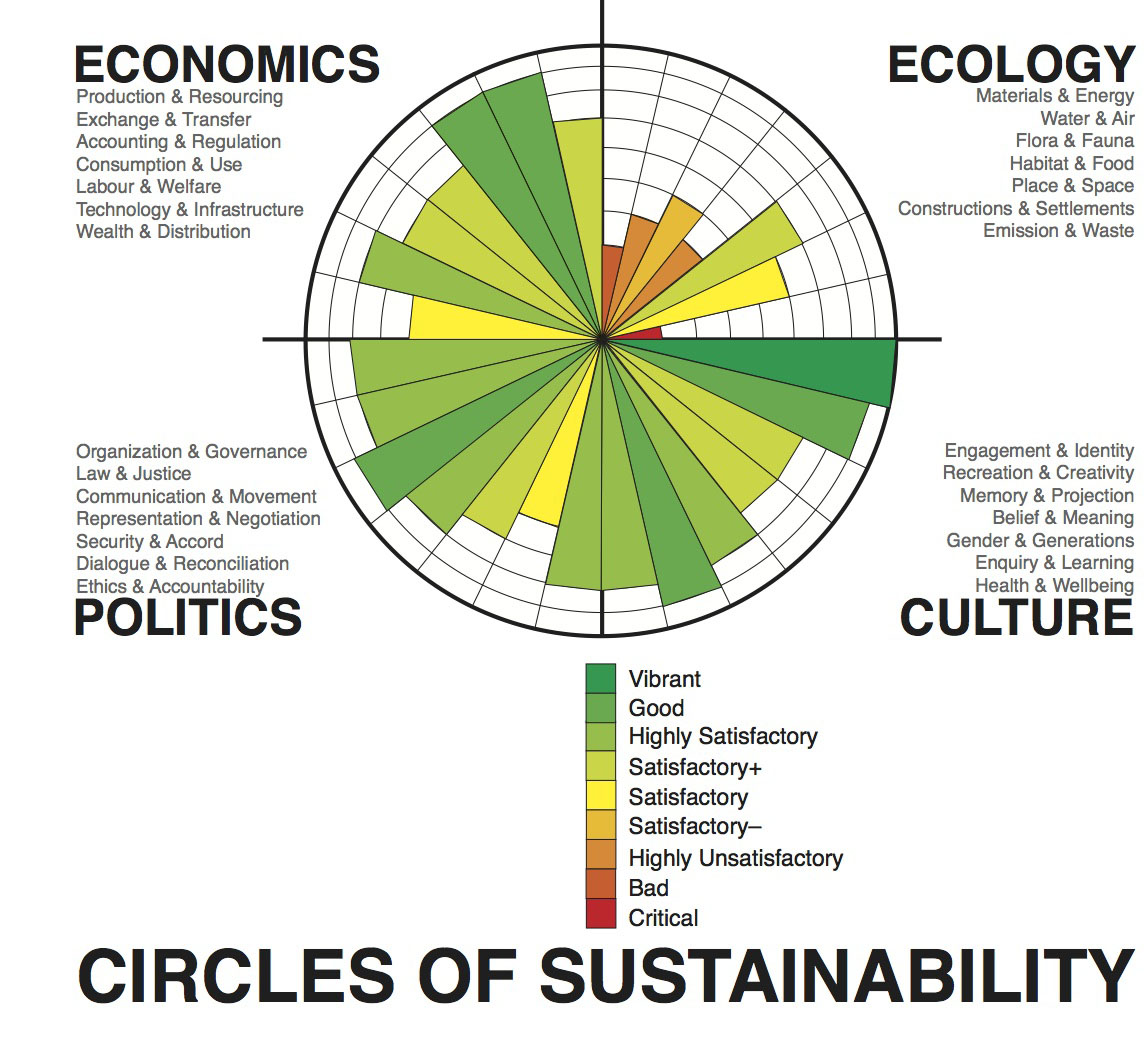
Imagem dos Círculos de Sustentabilidade (Melbourne, 2011)

A vida sustentável é fundamentalmente a aplicação da sustentabilidade às escolhas e decisões de estilo de vida. Uma conceção de vida sustentável expressa o que significa, em termos de resultados triplos, a satisfação das atuais necessidades ecológicas, sociais e económicas sem comprometer estes fatores para as gerações futuras. Outra conceção mais ampla descreve a vida sustentável em termos de quatro domínios sociais interligados: economia, ecologia, política e cultura. Na primeira conceção, a vida sustentável pode ser descrita como viver dentro das capacidades de carga inatas definidas por estes fatores. Na segunda conceção, ou Círculos de Sustentabilidade, a vida sustentável pode ser descrita como a negociação das relações de necessidades dentro de limites em todos os domínios interligados da vida social, incluindo as consequências para as futuras gerações humanas e espécies não humanas.
O design sustentável e o desenvolvimento sustentável são fatores críticos para uma vida sustentável. O design sustentável abrange o desenvolvimento de tecnologia apropriada, que é um elemento básico das práticas de vida sustentáveis. O desenvolvimento sustentável, por sua vez, é o uso destas tecnologias em infraestrutura. A arquitetura e a agricultura sustentáveis são os exemplos mais comuns desta prática.
Lester R. Brown, um proeminente ambientalista e fundador do Worldwatch Institute e do Earth Policy Institute, descreve a vida sustentável no século XXI como uma "mudança para uma economia de reutilização/reciclagem baseada em energia renovável com um sistema de transporte diversificado". Anitra Nelson observa que o movimento do decrescimento "apontou o 'crescimento' e as 'economias em crescimento' como a fonte de desigualdades e insustentabilidade", com o resultado que os defensores apelam a "uma redução radical na produção e no consumo, uma maior participação dos cidadãos na política e mais diversidade, especialmente dentro de sistemas ecológicos e paisagens, juntamente com um florescimento da criatividade, cuidado e comunidade - usando energia e materiais renováveis. Derrick Jensen ("o poeta-filósofo do movimento ecológico"), um célebre autor americano, ambientalista radical e crítico proeminente do ambientalismo dominante argumenta que “a civilização industrial não é e nunca poderá ser sustentável”. Desta afirmação, a conclusão natural é que a vida sustentável está em conflito com a industrialização. Assim, os praticantes da filosofia enfrentam potencialmente o desafio de viver numa sociedade industrial e de adaptar normas, tecnologias ou práticas alternativas.[carece de fontes?]

## História
- 1954 A publicação de Living the Good Life, de Helen e Scott Nearing, marcou o início do movimento moderno de vida sustentável. A publicação abriu caminho para o “movimento back-to-the-land” no final dos anos 1960 e início dos anos 1970.[13][14]
- 1962 A publicação de Silent Spring, de Rachel Carson, marcou outro marco importante para o movimento de sustentabilidade.[15]
- 1972 Donella Meadows et. al escreveram o best-seller internacional Os Limites do Crescimento, que relatava um estudo das tendências globais de longo prazo na população, na economia e no meio ambiente. Vendeu milhões de cópias e foi traduzido para 28 idiomas.[carece de fontes?]
- 1973 E. F. Schumacher publicou uma coleção de ensaios sobre a mudança para uma vida sustentável através do uso apropriado da tecnologia no seu livro A Beleza De Ser Pequeno.[carece de fontes?]
- 1992–2002 As Nações Unidas realizaram uma série de conferências que se concentraram no aumento da sustentabilidade nas sociedades para conservar os recursos naturais da Terra. As conferências da Cúpula da Terra foram realizadas em 1992, 1972 e 2002.[16]
- 2007 As Nações Unidas publicaram Consumo e Produção Sustentáveis, Promovendo Padrões de Consumo Doméstico Favoráveis ao Clima, que promoveu estilos de vida sustentáveis em comunidades e lares.[17]

## Habitação

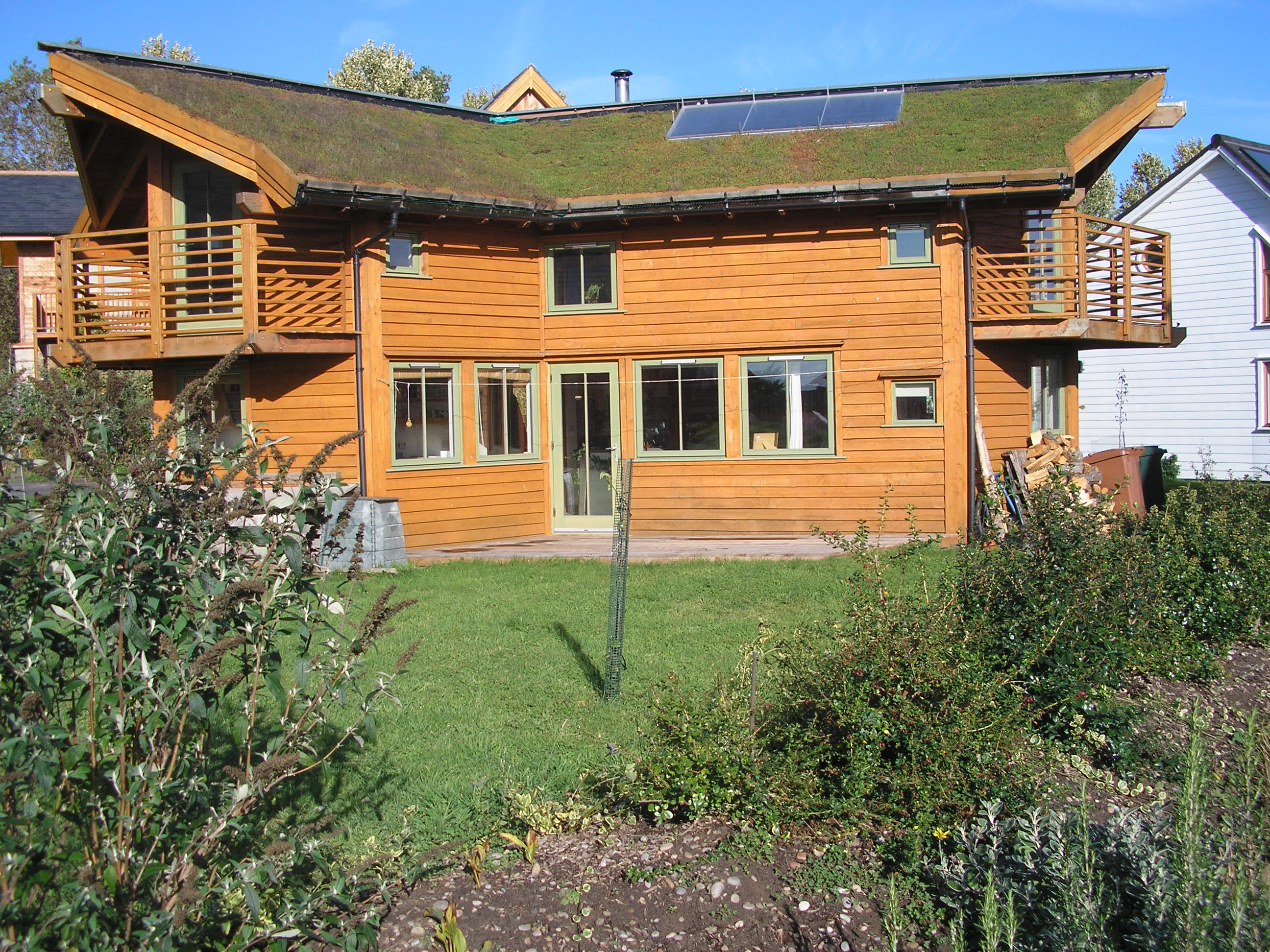
Um exemplo de habitação ecológica.

À escala global, a habitação está associada a cerca de 25% das emissões de gases com efeito de estufa incorporadas nas compras das famílias e a 26% do uso do solo pelas famílias.
As casas sustentáveis são construídas utilizando métodos e materiais sustentáveis e facilitam práticas verdes, permitindo um estilo de vida mais sustentável. A sua construção e manutenção têm impactos neutros na Terra. Muitas vezes, se necessário, estão próximas de serviços essenciais, como mercearias, escolas, creches, trabalho ou transporte público, tornando possível o compromisso com escolhas de transporte sustentáveis. Às vezes, são casas fora da rede que não necessitam de nenhum serviço público de energia, água ou esgoto.[carece de fontes?]
Se não estiverem fora da rede, as casas sustentáveis podem estar ligadas a uma rede alimentada por uma central elétrica que utiliza fontes de energia sustentáveis, comprando energia como é uma convenção normal. Além disso, as casas sustentáveis podem estar ligadas a uma rede, mas gerar a sua própria eletricidade através de meios renováveis e vender o excedente a uma empresa de serviços públicos. Existem dois métodos comuns para abordar esta opção: medição líquida e medição dupla.
A medição líquida usa o medidor comum instalado na maioria das residências, avançando quando a energia da rede é usada e retrocedendo quando a energia é colocada na rede (o que lhes permite "compensar" o uso total de energia, colocando o excesso de energia na rede quando não for necessária e usando energia da rede durante os horários de pico, quando podes não conseguir produzir o suficiente imediatamente). As empresas de energia podem adquirir rapidamente a energia que é devolvida à rede, à medida que é produzida. A medição dupla envolve a instalação de dois medidores: um mede a eletricidade consumida e o outro mede a eletricidade criada. Além disso, ou em vez de venderem a sua energia renovável, os proprietários de casas sustentáveis podem optar por armazenar o seu excesso de energia, utilizando-a para carregar baterias. Isto dá-lhes a opção de utilizar a energia mais tarde, durante períodos de produção de energia menos favoráveis (ou seja: durante a noite, quando não há vento, etc.), e de serem completamente independentes da rede elétrica.
As casas projetadas de forma sustentável (ver Design Sustentável) são geralmente localizadas de modo a criar o menor impacto negativo possível no ecossistema circundante, orientadas para o sol de modo que crie o melhor microclima possível (normalmente, o longo eixo de a casa ou edifício deve estar orientado de leste a oeste) e fornecer sombra natural ou barreiras contra o vento onde e quando necessário, entre muitas outras considerações. O projeto de uma habitação sustentável oferece as opções que possui posteriormente (ou seja: usar iluminação e aquecimento solar passivo, criar zonas tampão de temperatura adicionando varandas, saliências profundas para ajudar a criar microclimas favoráveis, etc.) Casas construídas de forma sustentável envolvem a gestão ambientalmente correta de resíduos de materiais de construção, como reciclagem e compostagem, usam materiais de produção não tóxicos e renováveis, reciclados, recuperados ou de baixo impacto que foram criados e tratados de forma sustentável (como o uso de materiais orgânicos ou à base de água acabamentos), utilizar o máximo possível de materiais e ferramentas disponíveis localmente, de modo a reduzir a necessidade de transporte, e utilizar métodos de produção de baixo impacto (métodos que minimizem os efeitos sobre o meio ambiente).
Em abril de 2019, a cidade de Nova Iorque aprovou uma lei para reduzir da emissões de gases de efeito de estufa. O objetivo da lei era minimizar a poluição climática proveniente do centro que é a cidade de Nova Iorque. Foi aprovada por 42 votos a 5, mostrando um forte apoio à lei. A lei restringirá o uso de energia em edifícios maiores. A lei impõe limites de gases de efeito de estufa em edifícios com mais de 25.000 pés quadrados (2322 m2). O cálculo do limite exato é feito em polegadas quadradas por edifício. Já existia um limite de emissões semelhante para edifícios de 50.000 pés quadrados (4645 m2) ou mais. Esta lei expande a legislação para cobrir edifícios maiores. A lei protege edifícios com arrendamento regulamentado, dos quais existem cerca de 990.000. Devido à implementação da lei, serão criados cerca de 23.000 novos empregos verdes. A lei recebeu apoio do presidente da câmara Bill de Blasio. Nova Iorque está a tomar medidas com base no reconhecimento de que a sua poluição climática tem efeitos muito para além dos limites da cidade de Nova Iorque. Ao discutir uma possível nova sede da Amazon em Nova Iorque, De Blasio especificou que a lei aplica-se a todos, independentemente do prestígio. O presidente de Blasio também anunciou uma ação judicial movida pela cidade (de Nova Iorque) a cinco grandes empresas petrolíferas devido aos seus danos ao meio ambiente e à poluição climática. Isto também levanta a questão do possível encerramento das 24 centrais elétricas que queimam petróleo e gás na cidade de Nova Iorque, devido ao declínio pretendido da utilização destas fontes de energia. Com o limite de emissões, Nova Iorque provavelmente verá uma mudança para fontes de energia renováveis. É possível que estas centrais sejam transferidas para centros de energia renovável para abastecer a cidade. Esta nova lei entrará em vigor dentro de três anos (2022) e estima-se que reduzirá a poluição climática em 40% em oito anos (até 2030).
Muitos materiais podem ser considerados materiais “verdes” até que o seu fundo seja revelado. Qualquer material que tenha utilizado produtos químicos tóxicos ou cancerígenos no seu tratamento ou fabrico (como o formaldeído em colas utilizadas no trabalho em madeira), tenha viajado extensivamente desde a sua fonte ou fabricante, ou tenha sido cultivado ou colhido de forma insustentável, pode não ser considerado verde. Para que qualquer material seja considerado verde, deve ser eficiente em termos de recursos, não comprometer a qualidade do ar interior ou a conservação da água e ser eficiente em termos energéticos (tanto no processamento como quando utilizado na habitação). A eficiência de recursos pode ser alcançada usando o máximo possível de conteúdo reciclado, conteúdo reutilizável ou reciclável, materiais que utilizam embalagens recicladas ou recicláveis, material disponível localmente, material recuperado ou remanufaturado, material que emprega fabricação eficiente de recursos e material duradouro.

### Materiais de construção sustentáveis
Alguns materiais de construção podem ser considerados “sustentáveis” por algumas definições e sob certas condições. Por exemplo, a madeira pode ser considerada sustentável se for cultivada através de uma gestão florestal sustentável, processada com recurso a energia sustentável, entregue através de transportes sustentáveis, etc. Em condições diferentes, contudo, pode não ser considerada sustentável. Os seguintes materiais podem ser considerados sustentáveis sob certas condições, com base numa avaliação do ciclo de vida:[carece de fontes?]
- Adesivo à base de soja
- Adobe
- Argila
- Bambu
- Betão reciclado
- Borracha natural
- Construção de palha
- Construção de terra
- Cordwood
- Cortiça
- Cânhamo
- Fibra natural (Fibra de coco, lã, juta, etc.)
- Forma de betão isolado
- Isolamento de algodão orgânico
- Isolamento de celulose
- Isolamento de soja
- Linóleo
- Madeira
- Madeira composta (quando feita de serradura de madeira recuperada e plástico recuperado ou reciclado)
- Madeira serrada de fontes aprovadas pelo Forest Stewardship Council
- Papel reciclado
- Pedra recuperada
- Taipa
- Tijolo recuperado

O isolamento de uma casa sustentável é importante devido à energia que conserva ao longo da vida da casa. Paredes e sótãos bem isolados com materiais verdes são imprescindíveis, pois reduzem ou, em combinação com uma casa bem desenhada, eliminam totalmente a necessidade de aquecimento e arrefecimento. A instalação do isolamento varia de acordo com o tipo de isolamento utilizado. Normalmente, os sótãos são isolados por tiras de material isolante colocadas entre as vigas. Paredes com cavidades são feitas da mesma forma. Para paredes que não possuem cavidades atrás delas, pode ser necessário isolamento de parede sólida, o que pode diminuir o espaço interno e pode ser caro para instalar. As janelas com eficiência energética são outro fator importante no isolamento. Simplesmente garantir que as janelas (e portas) estejam bem vedadas reduz bastante a perda de energia numa casa. Janelas com vidros duplos ou triplos são o método típico para isolar janelas, retendo gás ou criando um vácuo entre dois ou três painéis de vidro, permitindo que o calor fique preso dentro ou fora. O vidro de baixa emissividade ou Low-E é outra opção para isolamento de janelas. É um revestimento nos painéis de vidro com uma camada fina e transparente de óxido metálico e atua refletindo o calor de volta à sua fonte, mantendo o interior aquecido durante o inverno e fresco durante o verão. Simplesmente pendurar cortinas pesadas na frente das janelas também pode ajudar no isolamento. As "Superjanelas", mencionadas em Capitalismo Natural, tornaram-se disponíveis na década de 1980 e usam uma combinação de muitas tecnologias disponíveis, incluindo dois a três revestimentos transparentes de baixa emissividade, vários painéis de vidro e um enchimento pesado de gás. Embora mais caras, diz-se que são capazes de isolar quatro vezes e meia melhor do que as típicas janelas com vidros duplos.
Equipar os telhados com materiais altamente reflexivos (como o alumínio) aumenta o albedo do telhado e ajudará a reduzir a quantidade de calor que absorve e, portanto, a quantidade de energia necessária para arrefecer o edifício onde está. Os telhados verdes ou “telhados vivos” são uma escolha popular para isolar termicamente um edifício. São também populares pela sua capacidade de captar o escoamento de águas pluviais e, quando no quadro mais amplo de uma comunidade, reduzir o efeito de ilha de calor (ver ilha de calor urbana), reduzindo assim os custos de energia de toda a área. É discutível que sejam capazes de substituir a “pegada” física que o edifício cria, ajudando a reduzir os impactos ambientais adversos da presença do edifício.
A eficiência energética e a conservação da água também são considerações importantes na habitação sustentável. Se utilizarem eletrodomésticos, computadores, sistemas HVAC, eletrónica ou iluminação, os que se preocupam com a sustentabilidade procuram frequentemente um rótulo Energy Star, que é apoiado pelo governo e contém regulamentações mais rigorosas em matéria de eficiência energética e hídrica do que o exigido por lei. Idealmente, uma habitação sustentável deveria ser capaz de fazer funcionar completamente os aparelhos que utiliza utilizando energia renovável e deveria esforçar-se por ter um impacto neutro nas fontes de água da Terra.
As água cinza, incluindo água de máquinas de lavar, lavatórios, chuveiros e banheiras, podem ser reutilizadas na irrigação paisagística e em sanitas como método de conservação de água. Da mesma forma, a recolha de água da chuva a partir do escoamento de águas pluviais também é um método sustentável para conservar o uso da água numa habitação sustentável. Os Sistemas Sustentáveis de Drenagem Urbana replicam os sistemas naturais que limpam a água da vida selvagem e implementam-nos no sistema de drenagem de uma cidade, de modo a minimizar a água contaminada e as taxas não naturais de escoamento para o meio ambiente.

## Energia

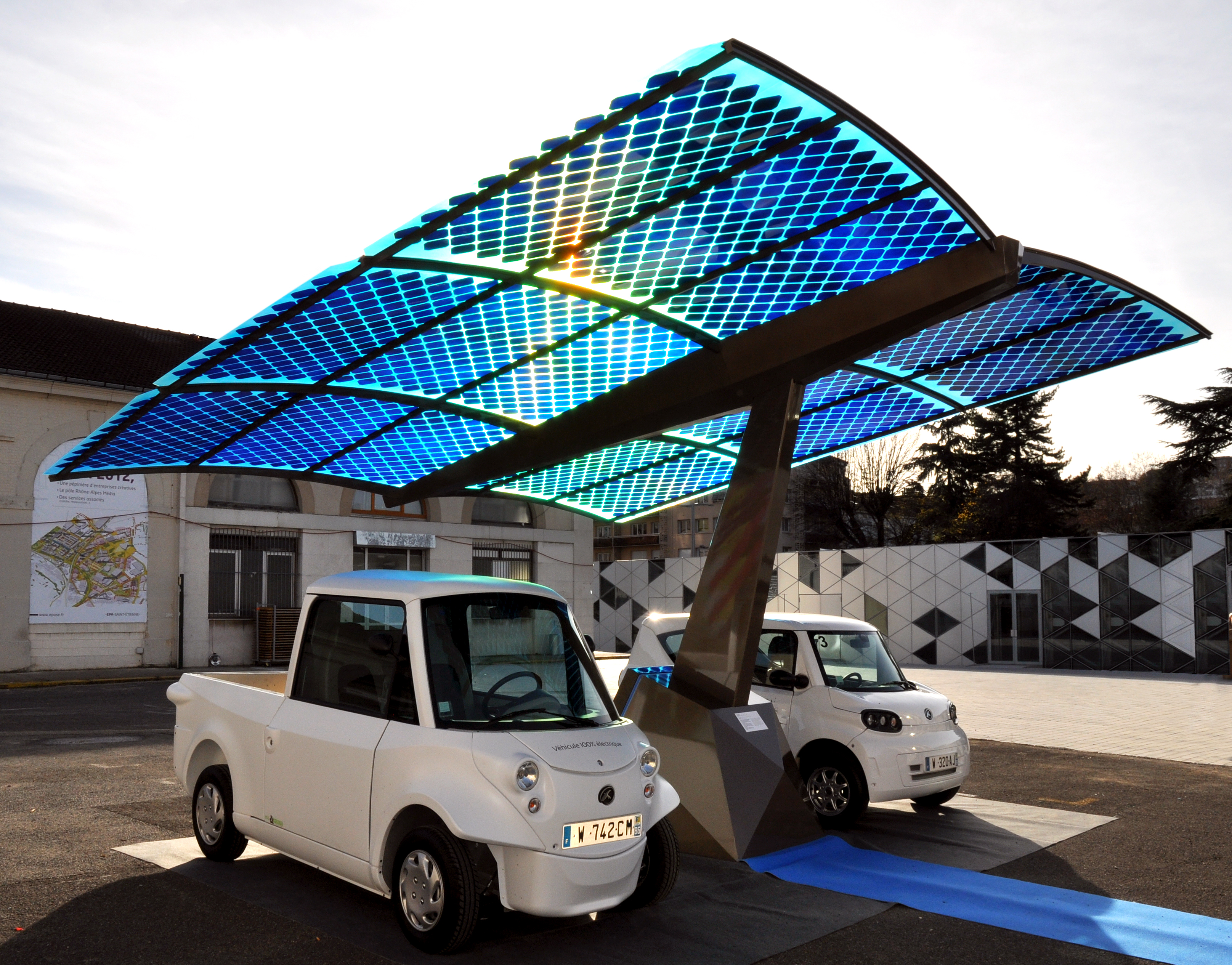
Design urbano sustentável e inovação: Ombrière fotovoltaica SUDI é uma estação autónoma e móvel que reabastece energia para veículos elétricos usando energia solar.

Tal como mencionado em Habitação, alguns agregados familiares sustentáveis podem optar por produzir a sua própria energia renovável, enquanto outros podem optar por comprá-la através da rede a uma empresa de energia que aproveita fontes sustentáveis (também são mencionados anteriormente os métodos de medição da produção e consumo de eletricidade numa casa). A compra de energia sustentável, no entanto, pode simplesmente não ser possível em alguns locais devido à sua disponibilidade limitada. 6 dos 50 estados dos EUA não oferecem energia verde, por exemplo. Para aqueles que o fazem, os seus consumidores normalmente compram um montante fixo ou uma percentagem do seu consumo mensal a uma empresa da sua escolha e a energia verde comprada é alimentada em toda a rede nacional. Tecnicamente, neste caso, a energia verde não está a ser fornecida diretamente ao agregado familiar que a compra. Neste caso, é possível que a quantidade de eletricidade verde que o agregado familiar comprador recebe seja uma pequena fração do total da eletricidade recebida. Isto pode ou não depender do valor que está a ser adquirido. O objetivo da compra de eletricidade verde é apoiar o esforço da sua concessionária na produção de energia sustentável. A produção de energia sustentável numa base individual ou comunitária é muito mais flexível, mas ainda pode ser limitada pela riqueza das fontes que o local pode oferecer (alguns locais podem não ser ricos em fontes de energia renováveis, enquanto outros podem ter abundância delas).[carece de fontes?]
Ao gerar energia renovável e devolvê-la à rede (nos países participantes, como os EUA e a Alemanha), as famílias produtoras recebem normalmente pelo menos a tarifa padrão integral de eletricidade da sua concessionária e também recebem créditos separados de energia renovável que podem então além disso vender às suas concessionárias (as concessionárias estão interessadas em comprar estes créditos de energia renovável porque isto permite-lhes afirmar que produzem energia renovável). Em alguns casos especiais, os agregados familiares produtores podem receber até quatro vezes a tarifa normal de eletricidade, mas isto não é comum.

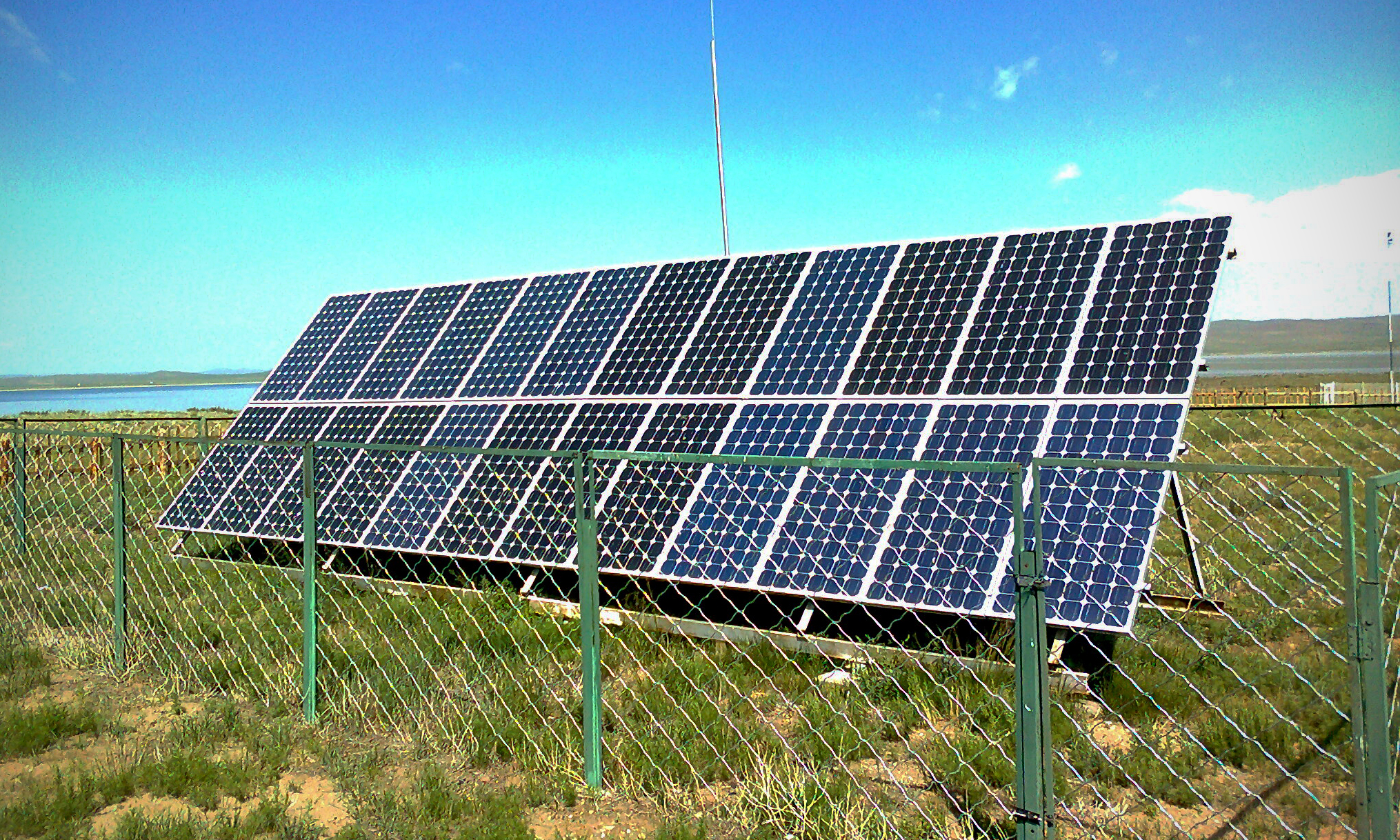
Uma instalação de painéis solares na Mongólia rural.

A energia solar aproveita a energia do sol para produzir eletricidade. Dois métodos típicos para converter energia solar em eletricidade são células fotovoltaicas organizadas em painéis e energia solar concentrada, que usa espelhos para concentrar a luz solar para aquecer um fluido que aciona um gerador elétrico por meio de uma turbina a vapor ou motor térmico, ou para aquecer um fluido que aciona um gerador elétrico por meio de uma turbina a vapor ou motor térmico, ou para simplesmente lançar em células fotovoltaicas. A energia criada pelas células fotovoltaicas é uma corrente contínua e deve ser convertida em corrente alternada antes de poder ser usada numa casa convencional. Neste ponto, os utilizadores podem optar por armazenar esta corrente contínua em baterias para uso posterior ou usar um inversor CA/CC para uso imediato. Para tirar o melhor proveito de um painel solar, o ângulo de incidência do sol deve estar entre 20 e 50 graus. A energia solar através de células fotovoltaicas é normalmente o método mais caro para aproveitar a energia renovável, mas o seu preço está a cair à medida que a tecnologia avança e o interesse público aumenta. Tem as vantagens de ser portátil, fácil de usar individualmente, prontamente disponível para subsídios e incentivos governamentais e ser flexível em relação à localização (embora seja mais eficiente quando usado em áreas quentes e áridas, uma vez que tendem a ser as mais ensolaradas). Podem ser encontrados esquemas de aluguer acessíveis. As centrais de energia solar concentrada são normalmente usadas em escala comunitária e não em escala doméstica individual, devido à quantidade de energia que são capazes de aproveitar, mas podem ser feitas em escala individual com um refletor parabólico.
A energia solar térmica é aproveitada através da coleta de calor direto do sol. Uma das formas mais comuns de utilização deste método pelas famílias é através do aquecimento solar de água. Numa perspetiva ampla, estes sistemas envolvem tanques de armazenamento e coletores bem isolados, são sistemas passivos ou ativos (os sistemas ativos possuem bombas que circulam continuamente a água através dos coletores e do tanque de armazenamento) e, em sistemas ativos, envolvem quer o aquecimento direto da água que será utilizado ou aquecer um fluido de transferência de calor não congelante que então aquece a água que será utilizada. Os sistemas passivos são mais baratos do que os sistemas ativos, uma vez que não necessitam de um sistema de bombagem (em vez disso, aproveitam o movimento natural da água quente que sobe acima da água fria para circular a água utilizada através do coletor e do tanque de armazenamento).
Outros métodos de aproveitamento da energia solar são aquecimento solar de espaços (para aquecimento de espaços internos de edifícios), secagem solar (para secagem de lascas de madeira, frutas, grãos, etc.), fornos solares, destiladores solares e outras tecnologias solares passivas (simplesmente, aproveitamento da luz solar sem quaisquer meios mecânicos).[carece de fontes?]
A energia eólica é aproveitada através de turbinas, instaladas em torres altas (normalmente de 6m com pás de 3m de diâmetro para as necessidades de uma residência individual) que alimentam um gerador que gera eletricidade. Elas normalmente exigem uma velocidade média do vento de 14km/h para valer o seu investimento (conforme prescrito pelo Departamento de Energia dos EUA) e são capazes de se pagarem durante a sua vida. As turbinas eólicas em áreas urbanas geralmente precisam de ser montadas a pelo menos 10 m de altura para receber vento suficiente e para ficarem livres de obstruções próximas (como edifícios vizinhos). A montagem de uma turbina eólica também pode exigir permissão das autoridades. As turbinas eólicas têm sido criticadas pelo ruído que produzem, pela sua aparência e pelo argumento de que podem afetar os padrões migratórios das aves (as suas pás obstruem a passagem no céu). As turbinas eólicas são muito mais viáveis para quem vive em áreas rurais e são uma das formas de energia renovável por quilowatt com melhor relação custo-benefício, aproximando-se do custo dos combustíveis fósseis e apresentando retornos rápidos.
Para quem tem um corpo de água a fluir numa velocidade adequada (ou caindo de uma altura adequada) na sua propriedade, a hidroeletricidade pode ser uma opção. Em grande escala, a hidroeletricidade, na forma de barragens, tem impactos ambientais e sociais adversos. Porém, quando em pequena escala, na forma de turbinas individuais, a hidroeletricidade é muito sustentável. Turbinas hidráulicas individuais ou mesmo um grupo de turbinas individuais não são ambiental ou socialmente perturbadoras. Numa base doméstica individual, as turbinas individuais são provavelmente a única via economicamente viável (mas podem ter elevados retornos e são um dos métodos mais eficientes de produção de energia renovável). É mais comum que uma ecoaldeia utilize este método em vez de uma única família.
A produção de energia geotérmica envolve o aproveitamento da água quente ou vapor debaixo da superfície da Terra, em reservatórios, para produzir energia. Como a água quente ou o vapor utilizado são reinjetados de volta no reservatório, esta fonte é considerada sustentável. No entanto, aqueles que planeiam obter a sua eletricidade a partir desta fonte devem estar cientes de que há controvérsia sobre a vida útil de cada reservatório geotérmico, pois alguns acreditam que a sua vida útil é naturalmente limitada (eles arrefecem com o tempo, tornando a produção de energia geotérmica eventualmente impossível). Este método é frequentemente de grande escala, pois o sistema necessário para aproveitar a energia geotérmica pode ser complexo e requer equipamento de perfuração profunda. Existem, no entanto, operações geotérmicas de pequena escala individual, que aproveitam reservatórios muito próximos da superfície da Terra, evitando a necessidade de perfurações extensas e por vezes até aproveitando lagos ou lagoas onde já existe uma depressão. Neste caso, o calor é captado e enviado para um sistema de bomba de calor geotérmica localizado dentro da habitação ou instalação que dele necessita (muitas vezes, este calor é usado diretamente para aquecer uma estufa durante os meses mais frios). Embora a energia geotérmica esteja disponível em todos os lugares da Terra, a praticidade e o custo-benefício variam, diretamente relacionados à profundidade necessária para atingir os reservatórios. Locais como Filipinas, Havaí, Alasca, Islândia, Califórnia e Nevada possuem reservatórios geotérmicos mais próximos da superfície da Terra, tornando a sua produção económica.
A energia de biomassa é criada quando qualquer matéria biológica é queimada como combustível. Tal como acontece com a utilização de materiais verdes numa casa, é melhor utilizar o máximo possível de materiais disponíveis localmente, de modo a reduzir a pegada de carbono criada pelo transporte. Embora a queima de biomassa para combustível liberte dióxido de carbono, compostos de enxofre e compostos de nitrogénio na atmosfera, uma grande preocupação num estilo de vida sustentável, a quantidade libertada é sustentável (não contribuirá para um aumento nos níveis de dióxido de carbono na atmosfera). Isto ocorre porque a matéria biológica que está a ser queimada liberta a mesma quantidade de dióxido de carbono que consumiu durante a sua vida. No entanto, a queima de biodiesel e bioetanol (ver biocombustível), quando criados a partir de material virgem, é cada vez mais controversa e pode ou não ser considerada sustentável porque inadvertidamente aumenta a pobreza global, o desmatamento de mais terras para novos campos agrícolas (a fonte do biocombustível é também a mesma fonte de alimento) e podem usar métodos de cultivo insustentáveis (como o uso de pesticidas e fertilizantes prejudiciais ao meio ambiente).

### Lista de matérias orgânicas que podem ser queimadas como combustível:
- Bagaço
- Biogás
- Estrume
- Madeira
- Palha
- Restolho
- Óleo vegetal usado

A digestão de material orgânico para produzir metano está a tornar-se um método cada vez mais popular de produção de energia de biomassa. Materiais como lodo residual podem ser digeridos para liberar gás metano que pode então ser queimado para produzir eletricidade. O gás metano também é um subproduto natural dos aterros, cheio de resíduos em decomposição, e também pode ser aproveitado aqui para produzir eletricidade. A vantagem da queima do gás metano é que evita que o metano seja libertado na atmosfera, agravando o efeito de estufa. Embora este método de produção de energia de biomassa seja tipicamente em grande escala (feito em aterros sanitários), também pode ser feito numa escala individual ou comunitária mais pequena.

## Alimentação
Globalmente, os alimentos são responsáveis por 48% e 90% dos impactos ambientais das famílias na terra e nos recursos hídricos, respetivamente, com o consumo de carne, lacticínios e alimentos processados a aumentar rapidamente com o rendimento.

### Impactos ambientais da agricultura industrial
A produção agrícola industrial é altamente intensiva em recursos e energia. Os sistemas agrícolas industriais normalmente requerem irrigação intensa, aplicação extensiva de pesticidas e fertilizantes, cultivo intensivo, produção concentrada de monoculturas e outros insumos contínuos. Como resultado destas condições agrícolas industriais, as crescentes tensões ambientais atuais são ainda mais exacerbadas. Estas tensões incluem: declínio dos lençóis freáticos, lixiviação química, escoamento químico, erosão do solo, degradação da terra, perda de biodiversidade e outras preocupações ecológicas.

### Distribuição convencional de alimentos e transporte de longa distância
A distribuição convencional de alimentos e o transporte de longa distância também consomem recursos e energia. As emissões substanciais de carbono que perturbam o clima, impulsionadas pelo transporte de alimentos por longas distâncias, são motivo de preocupação crescente à medida que o mundo enfrenta crises globais como o esgotamento dos recursos naturais, o pico do petróleo e as alterações climáticas. “A refeição americana média custa atualmente cerca de 2.400 quilómetros e consome cerca de 10 calorias de petróleo e outros combustíveis fósseis para produzir uma única caloria de comida”.

### Alimentos locais e sazonais
Um meio mais sustentável de adquirir alimentos é comprá-los localmente e sazonalmente. Comprar alimentos aos agricultores locais reduz a produção de carbono, causada pelo transporte de alimentos de longa distância, e estimula a economia local. As operações agrícolas locais e de pequena escala também utilizam normalmente métodos agrícolas mais sustentáveis do que os sistemas agrícolas industriais convencionais, tais como a redução da lavoura, a ciclagem de nutrientes, a promoção da biodiversidade e a redução das aplicações de pesticidas e fertilizantes químicos. A adaptação de uma dieta mais regional e sazonal é mais sustentável, pois implica a compra de produtos que exigem menos energia e recursos, que crescem naturalmente numa área local e não requerem transporte de longa distância. Estes vegetais e frutas também são cultivados e colhidos dentro da estação de crescimento adequada. Assim, a agricultura sazonal de alimentos não requer produção intensiva de energia em estufas, irrigação extensiva, embalagens de plástico e transporte de longa distância devido à importação de alimentos não regionais, e outros fatores de stress ambiental. Os produtos locais e sazonais são normalmente mais frescos, não processados e considerados mais nutritivos. Os produtos locais também contêm menos ou nenhum resíduo químico de aplicações necessárias para transporte e manuseio de longa distância. Os mercados de produtores, eventos públicos onde os pequenos agricultores locais reúnem-se e vendem os seus produtos, são uma boa fonte para obter alimentos locais e conhecimento sobre as produções agrícolas locais. Além de promoverem a localização dos alimentos, os mercados agrícolas são um ponto de encontro central para a interação comunitária. Outra forma de se envolver na distribuição regional de alimentos é aderir a uma agricultura local apoiada pela comunidade (CSA). Uma CSA consiste numa comunidade de produtores e consumidores que se comprometem a apoiar uma operação agrícola, ao mesmo tempo que partilham igualmente os riscos e benefícios da produção de alimentos. As CSA geralmente envolvem um sistema de coleta semanal de frutas e vegetais cultivados localmente, às vezes incluindo laticínios, carne e alimentos especiais, como produtos cozidos. Considerando a crescente crise ambiental anteriormente referida, os Estados Unidos e grande parte do mundo enfrentam uma imensa vulnerabilidade à fome. A produção local de alimentos garante a segurança alimentar caso ocorram potenciais perturbações nos transportes e desastres climáticos, económicos e sociopolíticos.

### Reduzindo o consumo de carne
A produção industrial de carne também envolve elevados custos ambientais, como a degradação da terra, a erosão do solo e o esgotamento dos recursos naturais, especialmente no que diz respeito à água e aos alimentos. A produção em massa de carne aumenta a quantidade de metano na atmosfera. A redução do consumo de carne, talvez para algumas refeições por semana, ou a adoção de uma dieta vegetariana ou vegana, alivia a procura de produção industrial de carne prejudicial ao ambiente. Comprar e consumir carne criada organicamente, ao ar livre ou alimentada com pasto é outra alternativa para um consumo de carne mais sustentável.

### Agricultura biológica
Comprar e apoiar produtos orgânicos é outra contribuição fundamental para uma vida sustentável. A agricultura biológica é uma tendência rapidamente emergente na indústria alimentar e na teia da sustentabilidade. De acordo com o Conselho Nacional de Padrões Orgânicos do USDA (NOSB), a agricultura orgânica é definida como "um sistema de gestão de produção ecológica que promove e melhora a biodiversidade, os ciclos biológicos e a atividade biológica do solo. Baseia-se no uso mínimo de insumos não agrícolas e na práticas de gestão que restauram, mantêm ou melhoram a harmonia ecológica. O objetivo principal da agricultura orgânica é otimizar a saúde e a produtividade de comunidades interdependentes de vida do solo, plantas, animais e pessoas." Ao sustentar estes objetivos, a agricultura orgânica utiliza técnicas como rotação de culturas, permacultura, compostagem, adubação verde e controle biológico de pragas. Além disso, a agricultura orgânica proíbe ou limita estritamente o uso de fertilizantes e pesticidas manufaturados, reguladores de crescimento de plantas, como hormonas, antibióticos para gado, aditivos alimentares e organismos geneticamente modificados. Os produtos cultivados organicamente incluem vegetais, frutas, grãos, ervas, carne, laticínios, ovos, fibras e flores.[carece de fontes?]

### Agricultura urbana

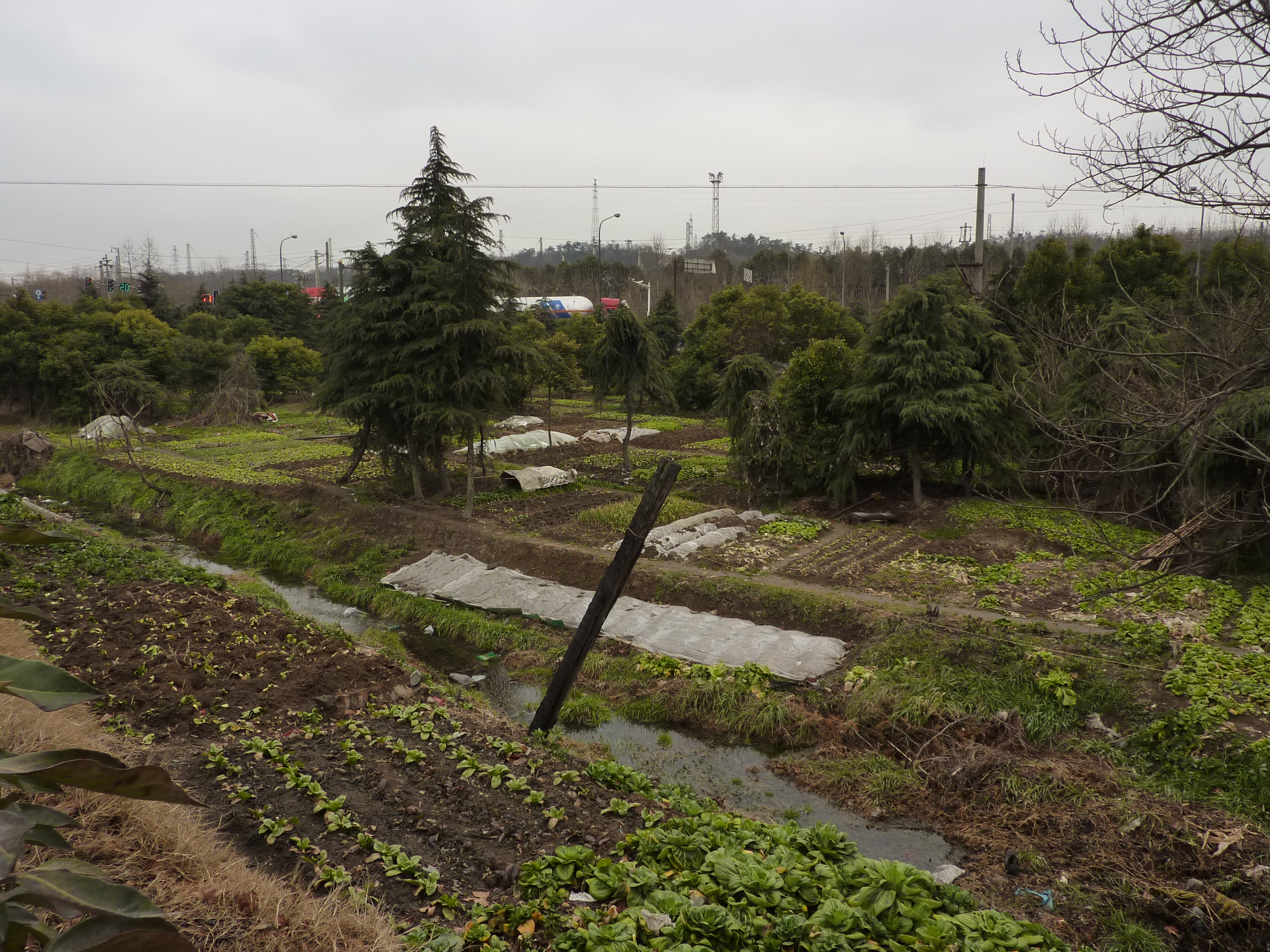
“Paisagismo comestível”: horta incorporada pelos moradores locais a um parque à beira da estrada. Distrito de Qixia, Nanquim, China.

Além das explorações agrícolas locais de pequena escala, tem havido um surgimento recente na agricultura urbana, expandindo-se de hortas comunitárias para hortas caseiras privadas. Com esta tendência, tanto os agricultores como as pessoas comuns estão a envolver-se na produção de alimentos. Uma rede de sistemas agrícolas urbanos ajuda a garantir ainda mais a segurança alimentar regional e incentiva a autossuficiência e a interdependência cooperativa dentro das comunidades. Com cada pedaço de alimento produzido nas hortas urbanas, os impactos ambientais negativos são reduzidos de várias maneiras. Por exemplo, os vegetais e frutas cultivados em hortas e explorações agrícolas de pequena escala não são cultivados com enormes aplicações de fertilizantes azotados necessários para operações agrícolas industriais. Os fertilizantes nitrogenados causam lixiviação química tóxica e escoamento que entra nos  lençóis freáticos. O fertilizante nitrogenado também produz óxido nitroso, um gás de efeito de estufa mais prejudicial que o dióxido de carbono. Os alimentos locais cultivados na comunidade também não requerem transporte importado e de longa distância, o que esgota ainda mais as nossas reservas de combustíveis fósseis. Ao desenvolver mais eficiência por hectare de terra, as hortas urbanas podem ser iniciadas numa ampla variedade de áreas: em terrenos baldios, parques públicos, pátios privados, pátios de igrejas e escolas, em telhados (jardins de telhado), e em muitos outros locais. As comunidades podem trabalhar em conjunto na alteração das limitações de zoneamento para que os jardins públicos e privados sejam permitidos. Plantas paisagísticas comestíveis esteticamente agradáveis também podem ser incorporadas ao paisagismo da cidade, como arbustos de mirtilo, videiras apoiadas em um caramanchão, nogueiras, etc. Numa escala tão pequena quanto a agricultura doméstica ou comunitária, métodos de agricultura sustentável e orgânica podem facilmente ser utilizados. Estas técnicas de agricultura orgânica sustentável incluem: compostagem, controlo biológico de pragas, rotação de culturas, cobertura morta, irrigação por gotejamento, ciclagem de nutrientes e permacultura.

### Preservação e armazenamento de alimentos
Preservar e armazenar alimentos reduz a dependência de alimentos transportados em longas distâncias e da indústria de mercado. Os alimentos cultivados em casa podem ser conservados e armazenados fora da época de cultivo e consumidos continuamente ao longo do ano, aumentando a autossuficiência e a independência do supermercado. Os alimentos podem ser preservados e salvos por desidratação, congelamento, embalamento a vácuo, enlatamento, engarrafamento, conserva e gelificação. 

## Transporte

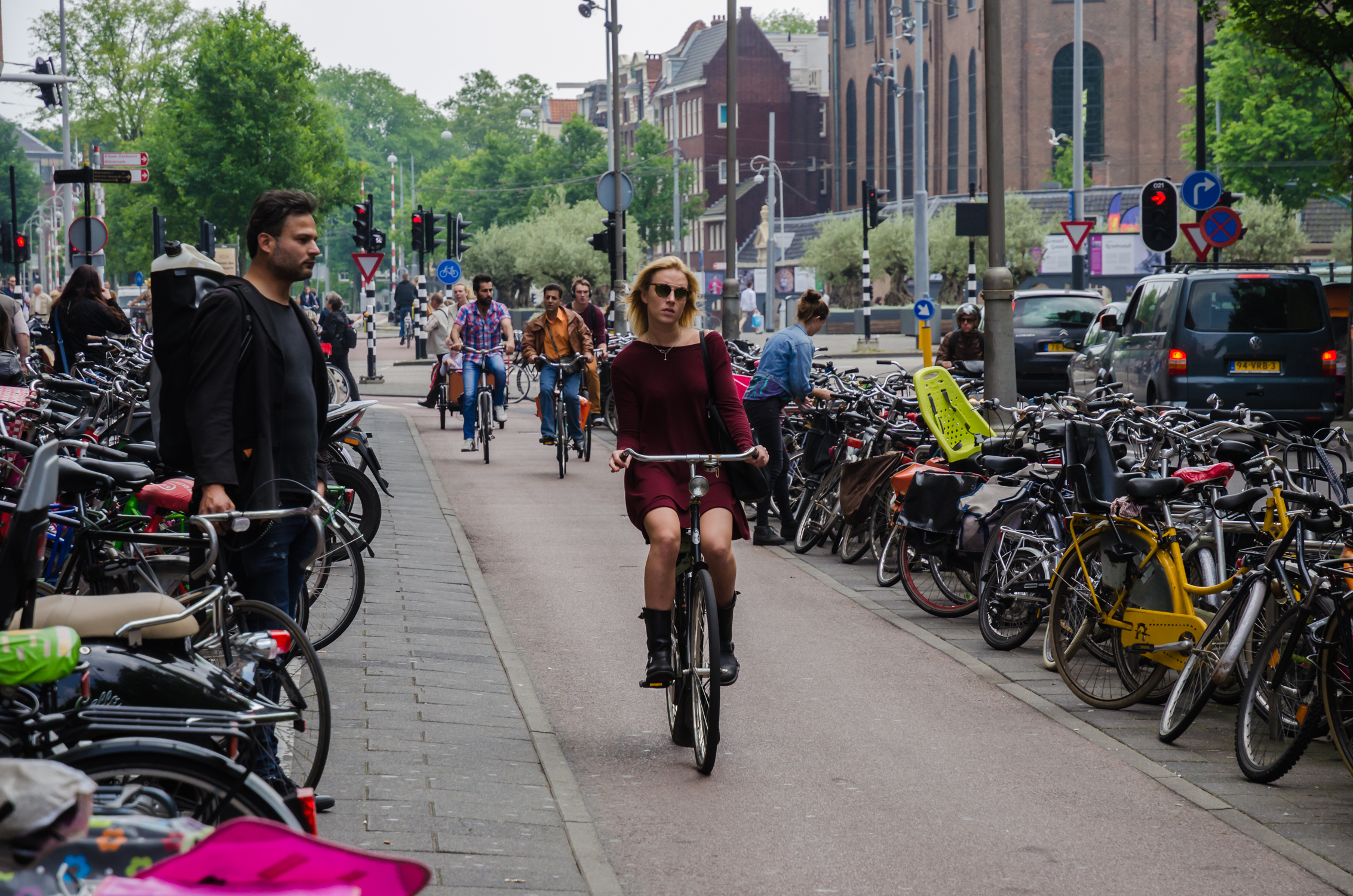
Andar de bicicleta numa bicicleta vertical ao longo de uma ciclovia (em neerlandês: Fietspad) em Amsterdão, protegido do trânsito.

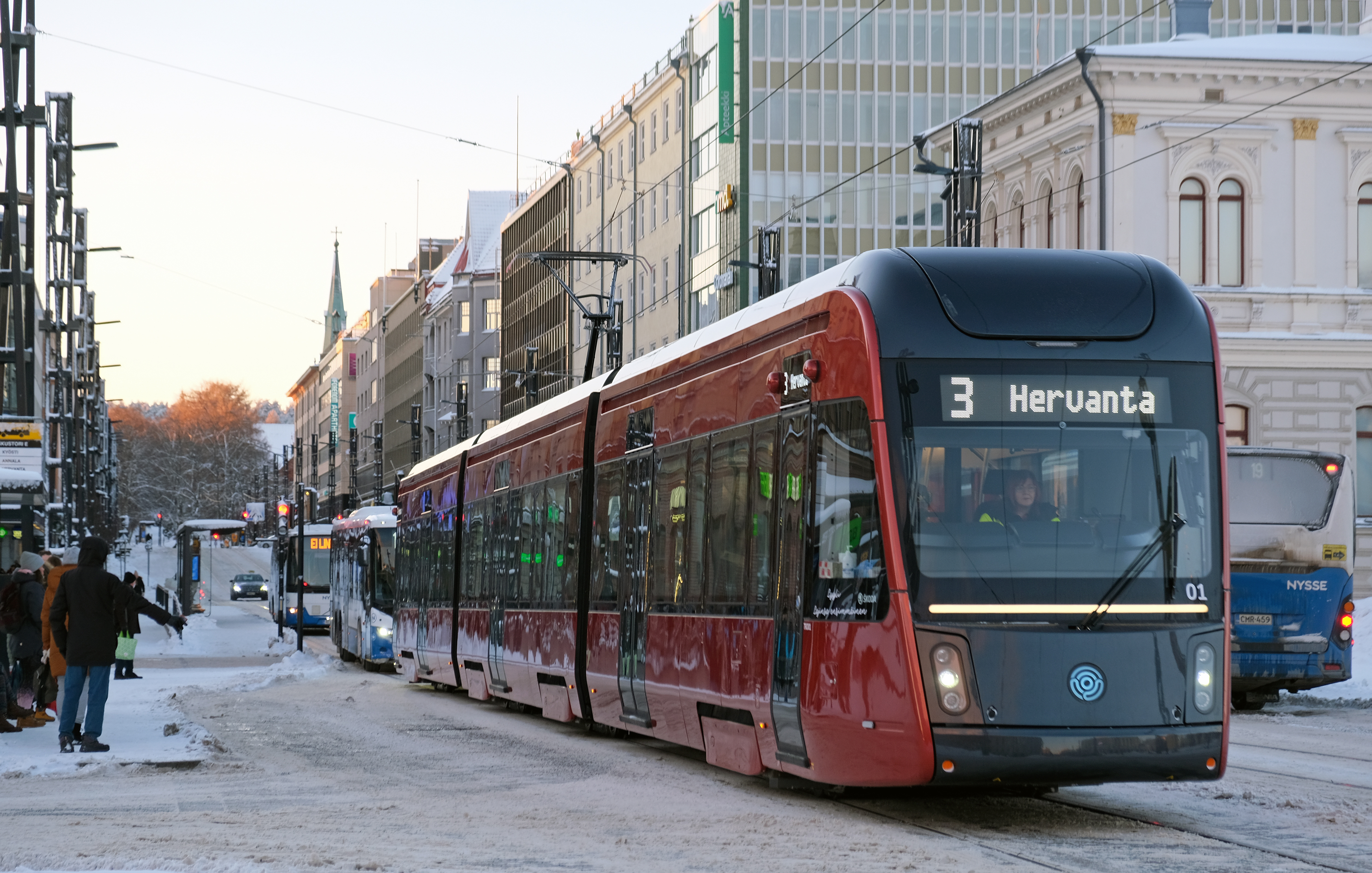
O veículo elétrico Artic X34 ao longo da rua Hämeenkatu em Tampere, Finlândia, onde a energia nuclear é a principal fonte de energia elétrica.

Com as preocupações crescentes sobre a utilização de fontes de energia não renováveis e as alterações climáticas causadas pelas emissões de carbono, a eliminação progressiva dos veículos movidos a combustíveis fósseis está a tornar-se cada vez mais importante para a conversa sobre sustentabilidade. São necessários sistemas de transporte urbano com emissões zero que promovam a mobilidade, transportes públicos acessíveis e ambientes urbanos mais saudáveis. Tais sistemas de transporte urbano deveriam consistir em transporte ferroviário, autocarros elétricos, ciclovias, provisão para transporte movido a energia humana e passarelas para pedestres. Os sistemas de transporte público, como os sistemas ferroviários subterrâneos e os sistemas de autocarros, afastam um grande número de pessoas da dependência do automóvel e reduzem drasticamente a taxa de emissões de carbono causadas pelo transporte automóvel.
Em comparação com os automóveis, as bicicletas são um modelo de transporte pessoal com eficiência energética, sendo a bicicleta cerca de 50 vezes mais eficiente em termos energéticos do que conduzir. As bicicletas aumentam a mobilidade ao mesmo tempo que aliviam o congestionamento, reduzem a poluição atmosférica e sonora e aumentam o exercício físico. Mais importante ainda, não emitem dióxido de carbono prejudicial ao clima. Os programas de partilha de bicicletas estão a começar a crescer em todo o mundo e são modelados em cidades importantes como Paris, Amesterdão e Londres. Os programas de partilha de bicicletas oferecem quiosques e estações de acoplamento que fornecem centenas a milhares de bicicletas para aluguer em toda a cidade por meio de pequenos depósitos ou assinaturas acessíveis.
Um recente boom ocorreu em bicicletas elétricas, especialmente na China e em outros países asiáticos. As bicicletas elétricas são semelhantes aos carros elétricos, pois são alimentadas por bateria e podem ser conectadas à rede elétrica provincial para serem recarregadas conforme necessário. Ao contrário dos carros elétricos, as bicicletas elétricas não utilizam diretamente quaisquer combustíveis fósseis . O transporte urbano sustentável adequado depende de uma infraestrutura de transporte urbano adequada e de um planeamento que incorpore transportes públicos eficientes, juntamente com caminhos adequados para bicicletas e peões.

## Água
Um fator importante da vida sustentável envolve aquilo sem o qual nenhum ser humano pode viver: água. O uso insustentável da água tem implicações de longo alcance para a humanidade. Atualmente, os humanos utilizam um quarto do total de água doce da Terra em circulação natural e mais de metade do escoamento acessível. Além disso, o crescimento populacional e a procura de água estão cada vez maiores. Assim, é necessário utilizar a água disponível de forma mais eficiente. Numa vida sustentável, é possível utilizar a água de forma mais sustentável através de uma série de medidas simples e quotidianas. Estas medidas envolvem considerar a eficiência dos eletrodomésticos internos, o uso externo da água e a consciencialização sobre o uso diário da água.[carece de fontes?]

### Eletrodomésticos internos
Os edifícios residenciais e comerciais são responsáveis por 12% da captação de água doce nos Estados Unidos. Uma típica casa unifamiliar americana consome cerca de 260 litros por pessoa, por dia, dentro de casa. Este uso pode ser reduzido por simples alterações no comportamento e melhorias na qualidade do eletrodoméstico.[carece de fontes?]

#### Sanitas
As sanitas representavam quase 30% do uso residencial de água em ambientes fechados nos Estados Unidos em 1999. Uma descarga de uma sanita padrão dos EUA requer mais água do que a maioria dos indivíduos, e muitas famílias, no mundo utilizam para todas as suas necessidades num dia inteiro. A sustentabilidade da água sanitária de uma casa pode ser melhorada de duas maneiras: melhorando a sanita atual ou instalando uma sanita mais eficiente. Para melhorar a sanita atual, um método possível é colocar garrafas plásticas pesadas no tanque da sanita. Além disso, existem bancos de tanques baratos ou reforços de flutuação disponíveis para compra. Um banco de tanques é um saco plástico para ser enchido com água e pendurado no tanque da sanita. Um reforço de flutuação é preso sob a bola flutuante de sanitas com capacidade de três galões e meio anteriores a 1986. Ele permite que estas sanitas operem com a mesma válvula e configuração de flutuação, mas reduz significativamente o nível de água, economizando entre um e um e um terço de galão de água por descarga. Um grande desperdício de água nas casas de banho existentes são os vazamentos. Um vazamento lento no vaso sanitário é indetetável a olho nu, mas pode desperdiçar centenas de galões por mês. Uma maneira de verificar isso é colocar corante alimentar no tanque e ver se a água da sanita fica da mesma cor. No caso de uma válvula com vazamento, pode-se substituí-la por uma válvula sanitária ajustável, que permite o autoajuste da quantidade de água por descarga.[carece de fontes?]
Ao instalar uma nova sanita, há uma série de opções para obter o modelo com maior eficiência hídrica. Uma  sanita de baixa descarga usa de um a dois galões por descarga. Tradicionalmente, as sanitas usam de três a cinco galões por descarga. Se uma sanita de dezoito litros por descarga for removida e uma sanita de seis litros por descarga for colocada em seu lugar, 70% da água descarregada será economizada, enquanto o uso geral de água interna será reduzido em 30%. É possível ter uma casa de banho que não utilize água. Uma sanita de compostagem trata os dejetos humanos por meio de compostagem e desidratação, produzindo um valioso aditivo para o solo. Estas sanitas possuem uma tigela de dois compartimentos para separar a urina das fezes. A urina pode ser coletada ou vendida como fertilizante. As fezes podem ser secas e ensacadas ou compostadas. Estas sanitas custam pouco mais do que as sanitas instaladas regularmente e não necessitam de ligação ao esgoto. Além de fornecerem fertilizantes valiosos, estas sanitas são altamente sustentáveis porque poupam a recolha e o tratamento de esgotos, bem como diminuem os custos agrícolas e melhoram a camada superficial do solo.[carece de fontes?]
Além disso, pode-se aumentar a sustentabilidade da água sanitária limitando a descarga total das sanitas. Por exemplo, em vez de descartar pequenos resíduos, como lenços de papel, pode-se descartar estes itens no lixo ou na compostagem.[carece de fontes?]

#### Chuveiros
Em média, os chuveiros representaram 18% do consumo interno de água nos EUA em 1999, com 23-30 litros por minuto, tradicionalmente na América. Um método simples para reduzir este uso é mudar para chuveiros de baixo fluxo e alto desempenho. Estes chuveiros usam apenas 1,0–1,5 gpm ou menos. Uma alternativa para substituir o chuveiro é instalar um conversor. Este dispositivo interrompe o funcionamento do chuveiro ao atingir a temperatura desejada. Os aquecedores solares de água podem ser usados para obter a temperatura ideal da água e são mais sustentáveis porque reduzem a dependência de combustíveis fósseis. Para diminuir o uso excessivo de água, os canos de água podem ser isolados com isolamento de espuma pré-cortado. Este isolamento diminui o tempo de geração de água quente. Um método simples e direto para economizar água durante o banho é tomar banhos mais curtos. Um método para conseguir isso é desligar a água quando não for necessária (como durante a ensaboamento) e retomar o banho quando a água for necessária. Isto pode ser facilitado quando o encanamento ou o chuveiro permitem desligar a água sem interromper o ajuste de temperatura desejado (comum no Reino Unido, mas não nos Estados Unidos).[carece de fontes?]

#### Máquinas de lavar loiça e lava-loiças
Em média, os lava-loiças representavam 15% do uso interno de água nos EUA em 1999. Existem, no entanto, métodos fáceis para corrigir a perda excessiva de água. Está disponível para compra um arejador de rosca. Este dispositivo funciona combinando água com ar gerando assim uma substância espumosa com maior volume percebido, reduzindo pela metade o uso de água. Além disso, está disponível uma válvula articulada que permite desligar e ligar novamente o fluxo na temperatura previamente atingida. Finalmente, um dispositivo de fluxo laminar cria um fluxo de água de 1,5 a 2,4 gpm que reduz o uso de água pela metade, mas pode ser ajustado para o nível normal de água quando for ideal.[carece de fontes?]
Além de comprar os dispositivos acima, pode-se viver de forma mais sustentável verificando se há vazamentos nos lava-loiças e consertando estes vazamentos se existirem. De acordo com a EPA, “Um pequeno gotejamento de uma lavadora de torneira gasta pode desperdiçar 20 galões de água por dia, enquanto vazamentos maiores podem desperdiçar centenas de galões”. Ao lavar a loiça à mão, não é necessário deixar a água corrente para o lavagem, sendo mais eficiente enxaguar a louça simultaneamente.[carece de fontes?]
Em média, a lavagem de loiça consome 1% da água utilizada em ambientes fechados. Ao usar uma máquina de lavar loiça, a água pode ser economizada ligando a máquina apenas quando ela estiver cheia. Algumas têm uma configuração de “fluxo baixo” para usar menos água por ciclo de lavagem. Os detergentes enzimáticos limpam a louça de forma mais eficiente e eficaz com uma menor quantidade de água e uma temperatura mais baixa.

#### Máquinas de lavar roupa
Em média, 23% do uso interno de água nos EUA em 1999 deveu-se à lavagem de roupas. Em contraste com outras máquinas, as máquinas de lavar americanas mudaram pouco para se tornarem mais sustentáveis. Uma máquina de lavar típica tem um design de eixo vertical, no qual as roupas são agitadas numa banheira cheia de água. As máquinas de eixo horizontal, por outro lado, colocam menos água no fundo do tambor e giram as roupas através dela. Estas máquinas são mais eficientes em termos de uso de sabão e estabilidade das roupas.[carece de fontes?]

### Uso de água ao ar livre
Existem várias maneiras de incorporar um quintal, telhado e jardim pessoais numa vida mais sustentável. Embora a conservação da água seja um elemento importante da sustentabilidade, o seu sequestro também o é.[carece de fontes?]

#### Conservando água
Ao planear um quintal e um jardim, é mais sustentável considerar as plantas, o solo e a água disponível. Arbustos, plantas e gramíneas resistentes à seca requerem uma quantidade menor de água em comparação com espécies mais tradicionais. Além disso, as plantas nativas (em oposição às herbáceas perenes) utilizarão um suprimento menor de água e terão maior resistência às doenças das plantas da área. O xeropaisagismo é uma técnica que seleciona plantas tolerantes à seca e leva em consideração características endémicas, como declive, tipo de solo e distribuição de plantas nativas. Pode reduzir o uso de água na paisagem em 50 a 70%, ao mesmo tempo que proporciona espaço de habitat para a vida selvagem. As plantas nas encostas ajudam a reduzir o escoamento, retardando e absorvendo a chuva acumulada. Agrupar plantas por necessidades de irrigação reduz ainda mais o desperdício de água.[carece de fontes?]
Após o plantio, colocar uma circunferência de cobertura morta ao redor das plantas funciona para diminuir a evaporação. Para fazer isso, pressione firmemente cinco a dezoito centímetros de matéria orgânica ao longo do tubo gotejador da planta. Isto evita o escoamento de água. Ao regar, considere a gama de aspersores; regar áreas pavimentadas é desnecessário. Além disso, para conservar o máximo de água, a rega deve ser realizada nas primeiras manhãs em dias sem vento para reduzir a perda de água por evaporação. Os sistemas de irrigação por gotejamento e mangueiras de imersão são uma alternativa mais sustentável ao sistema tradicional de aspersão. Os sistemas de irrigação por gotejamento empregam pequenos furos em distâncias padrão numa mangueira, levando ao gotejamento lento de gotículas de água que percolam o solo durante um período prolongado. Estes sistemas utilizam 30 a 50% menos água do que os métodos convencionais. As mangueiras de imersão ajudam a reduzir o uso de água em até 90%. Eles se conectam a uma mangueira de jardim e ficam ao longo da fileira de plantas sob uma camada de cobertura morta. Uma camada de matéria orgânica adicionada ao solo ajuda a aumentar sua absorção e retenção de água; áreas previamente plantadas podem ser cobertas com composto.[carece de fontes?]
Ao cuidar de um relvado, há uma série de medidas que podem aumentar a sustentabilidade das técnicas de manutenção do relvado. Um aspeto principal do cuidado da relva é a rega. Para conservar a água, é importante regar apenas quando necessário e encharcar profundamente durante a rega. Além disso, um relvado pode ficar dormente, renovando a sua vitalidade original após um período de seca.[carece de fontes?]

#### Sequestro de água
Um método comum de sequestro de água é a captação de água da chuva, que incorpora a coleta e armazenamento da chuva. Principalmente, a chuva é obtida de um telhado e armazenada no solo em tanques de captação. O sequestro de água varia com base na extensão, custo e complexidade. Um método simples envolve um único barril na parte inferior de uma calha, enquanto um método mais complexo envolve vários tanques. É altamente sustentável usar água armazenada em vez de água purificada para atividades como irrigação e descarga de sanitas. Além disso, o uso de água da chuva armazenada reduz a quantidade de poluição escoada, coletada de telhados e calçadas que normalmente entrariam nos riachos através de bueiros.[carece de fontes?]
Os sistemas de águas cinzas funcionam sequestrando a água usada em ambientes internos, como água de lavandaria, banho e pia, e filtrando-a para reutilização. A água cinza pode ser reutilizada em irrigação e descarga de sanitas. Existem dois tipos de sistemas de águas cinzas: sistemas manuais alimentados por gravidade e sistemas de embalagem. Os sistemas manuais não requerem eletricidade, mas podem exigir um espaço maior no quintal. Os sistemas de pacote requerem eletricidade, mas são independentes e podem ser instalados em ambientes internos.

## Resíduos
À medida que a população e a procura de recursos aumentam, a produção de resíduos contribui para as emissões de dióxido de carbono, para a lixiviação de materiais perigosos no solo e nos cursos de água e para as emissões de metano. Só na América, ao longo de uma década, 500 biliões de libras (230 Gt) de recursos americanos terão sido transformados em resíduos e gases não produtivos. Assim, um componente crucial da vida sustentável é ter consciência do desperdício. Pode-se fazer isso reduzindo o desperdício, reutilizando produtos e reciclando.[carece de fontes?]
Existem várias maneiras de reduzir resíduos numa vida sustentável. Dois métodos para reduzir o desperdício de papel são cancelar o lixo eletrónico, como ofertas de cartões de crédito e seguros e marketing de mala direto, e alterar extratos mensais em papel para e-mails sem papel. Somente o lixo eletrónico foi responsável por 1,72 milhões de toneladas de resíduos em aterros sanitários em 2009. Outro método para reduzir o desperdício é comprar a granel, reduzindo os materiais de embalagem. Prevenir o desperdício de alimentos pode limitar a quantidade de resíduos orgânicos enviados para aterros que produzem o poderoso gás de efeito estufa metano. Outro exemplo de redução de desperdício envolve estar ciente da compra de quantidades excessivas ao comprar materiais de uso limitado, como latas de tinta. Alternativas não perigosas ou menos perigosas também podem limitar a toxicidade dos resíduos.
Ao reaproveitar materiais, vive-se de forma mais sustentável ao não contribuir para a adição de resíduos em aterros. A reutilização economiza recursos naturais ao diminuir a necessidade de extração de matéria-prima. Por exemplo, os sacos reutilizáveis podem reduzir a quantidade de resíduos criados pelas compras de supermercado, eliminando a necessidade de criar e enviar sacos de plástico e a necessidade de gerir a sua eliminação e reciclagem ou os efeitos poluentes.[carece de fontes?]
A reciclagem, um processo que transforma itens usados em matérias-primas para produzir novos materiais, é um meio particularmente útil de contribuir para a renovação de bens. A reciclagem incorpora três processos principais; coleta e processamento, fabricação e compra de produtos reciclados. Um exemplo natural de reciclagem envolve a utilização de resíduos alimentares como composto para enriquecer a qualidade do solo, o que pode ser realizado em casa ou localmente com compostagem comunitária. Um desdobramento da reciclagem, o upcycling, esforça-se para converter o material em algo de valor semelhante ou maior na sua segunda vida. Ao integrar medidas de reutilização, redução e reciclagem, é possível reduzir eficazmente os resíduos pessoais e utilizar os materiais de uma forma mais sustentável.[carece de fontes?]

## Escolhas reprodutivas
Embora nem sempre seja incluída nas discussões sobre uma vida sustentável, alguns consideram as escolhas reprodutivas uma parte fundamental da vida sustentável. As escolhas reprodutivas referem-se, neste caso, ao número de filhos que um indivíduo tem, sejam eles concebidos biologicamente ou adotados. Alguns investigadores afirmam que, para as pessoas que vivem em países ricos e de alto consumo, como os Estados Unidos, ter menos filhos é de longe a forma mais eficaz de diminuir a pegada de carbono, e a pegada ecológica de uma forma mais ampla. No entanto, os estudos que levaram a esta afirmação foram questionados, assim como a forma enganosa como ela é frequentemente apresentada em jornais populares e artigos da web. Alguns especialistas em ética e ativistas ambientais apresentaram argumentos semelhantes sobre a necessidade de uma "ética da família pequena" e investigações descobriram que, em alguns países, estas preocupações ecológicas estão a levar algumas pessoas a relatar ter menos filhos do que teriam em caso contrário, ou não terem filhos.
No entanto, tem havido múltiplas críticas à ideia de que ter menos filhos faz parte de um estilo de vida sustentável. Alguns argumentam que é um exemplo do tipo de pensamento malthusiano que levou à coerção e à violência no passado (incluindo esterilizações forçadas e abortos forçados), e que pode levar a políticas semelhantes que negam às mulheres a liberdade reprodutiva no futuro. Além disso, a investigação descobriu que alguns ambientalistas consideram que ter filhos, e mesmo ter mais filhos do que teriam de outra forma, é uma parte da vida sustentável. Eles afirmam que a paternidade pode ser uma forma importante de os indivíduos exercerem uma influência ambiental positiva, educando a próxima geração e como uma forma de permanecerem engajados no compromisso com a ação ambiental.

## Provisão, abastecimento e despesas em geral
Um estudo que reviu 217 análises de produtos e serviços no mercado e analisou as alternativas existentes aos principais alimentos, férias e mobiliário, concluiu que as emissões totais de gases com efeito de estufa pelos suecos poderiam ser reduzidas até 2021 até 36-38% se os consumidores – sem uma diminuição nas despesas totais estimadas ou considerações de interesse próprio – obtivessem, em vez disso, aqueles que – utilizando os dados disponíveis – pudessem avaliar como sendo mais sustentáveis. A provisão, a oferta/disponibilidade, o desenvolvimento/sucesso/preço do produto, os benefícios comparativos, bem como os incentivos, os propósitos/procuras e os efeitos das escolhas de despesas fazem parte ou estão incorporados no sistema neurossocioeconómico humano e, portanto, em geral, estão em grande parte fora do controlo de um indivíduo que procura fazer escolhas racionais e éticas dentro dele, mesmo que todas as informações relevantes sobre avaliação do ciclo de vida/informação de produto e fabrico estivessem disponíveis para este consumidor.[carece de fontes?]